# Omocestus heymonsi
Omocestus heymonsi är en insektsart som först beskrevs av Willy Adolf Theodor Ramme 1926.  Omocestus heymonsi ingår i släktet Omocestus och familjen gräshoppor. Inga underarter finns listade i Catalogue of Life.